# Notoderus maculatus
Notoderus maculatus là một loài ruồi trong họ Tachinidae.